# Р-5А

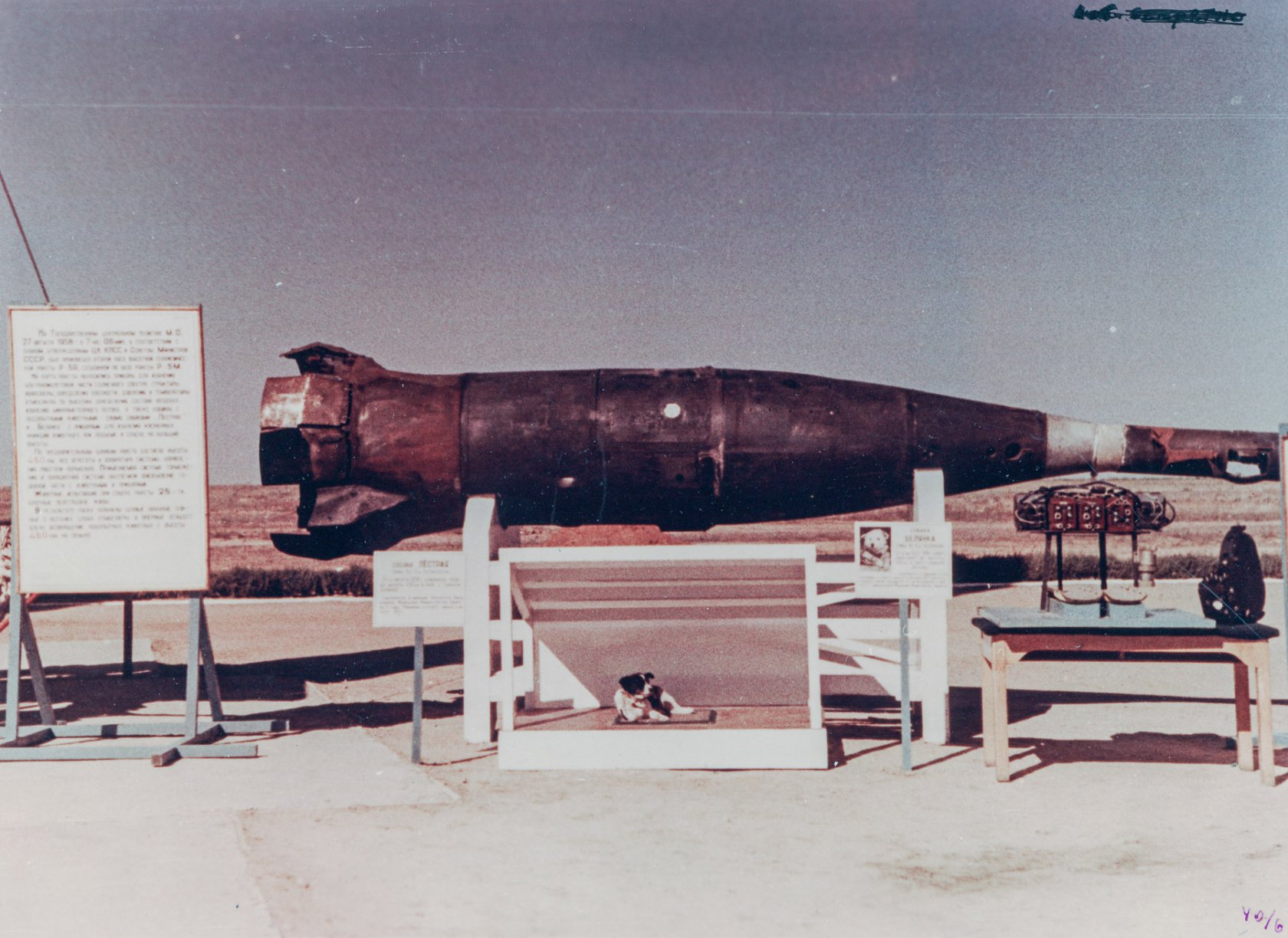
Головная часть ракеты Р-5А и собака Пёстрая после спуска, 1958 год

Ракета Р-5А (В-5А, 5ВА) — советская одноступенчатая жидкостная геофизическая ракета.

## История создания
Создана на базе разработанной под руководством Сергея Павловича Королёва в ОКБ-1 баллистической ракеты средней дальности Р-5М.
Ракета Р-5А предназначена для продолжения научных исследований и изучения верхних слоев атмосферы, связанных с полётами на больших скоростях и высотах порядка 500 км:
- измерение давления воздуха на высотах 400—500 км:
- исследование микрометеоритов;
- исследование ионного состава;
- исследование высоты светящихся слоёв;
- исследование ультрафиолетовой части спектра Солнца;
- исследование возможности выживания и жизнедеятельности животных при подъёме их на ракете на высоту до 500 км;
- исследование ионосферы в условиях вертикального полёта ракеты до высот порядка 500 км;
- испытание системы спасения головной части;
- разработка и создание экспериментальных стабилизированных на восходящей ветви траектории ракет.

Специалистов по системам управления интересовали распределение электронной концентрации в ионосфере, величина электростатического поля у поверхности ракеты. Были продолжены эксперименты с помощью специальной модели по аэродинамике при больших сверхзвуковых скоростях полёта на больших высотах.
После отработки на полигоне и принятия на вооружение ракеты Р-5М на её базе ОКБ-1 начало разработку высотных геофизических ракет Р-5А, Р-5Б, Р-5БА, Р-5В, Р-5ВАО, начавших новый этап научных исследований верхних слоёв атмосферы на высотах до 500 км. Ракеты были оснащены системой успокоения для стабилизации на пассивном участке траектории. В исследованиях принимали участие около 20 научных и проектных организаций АН СССР и министерства (ИПГ, Государственный комитет Совета Министров СССР по использованию атомной энергии (ГКИАЭ), Физический институт АН СССР, РАИ КГИАЭ, ИФА АН СССР, ИКФ, ЯФСО АН СССР, ЛИИ ГКАТ, НИИ ЯФ МГУ, ГАИШ, НИЭ и ПДС ГКАТ и др.). В различных вариантах ракеты были оснащены спускающимися аппаратами (модель М-2), ВГАС (высотная геоастрономическая станция) и ГКЖ (геометрическая кабина животных) и другой аппаратурой.
В головной части имелся специальный герметичный отсек для медико-биологических экспериментов с двумя клетками из плексигласа, что позволяло с помощью киносъёмки вести наблюдения за поведением животных во время полёта. Кроме собак использовались белые крысы и мыши, которых в отсеках помещали парами — самца и самку. В герметичном отсеке размещались киноаппаратура с кассетой на 300 м плёнки, система зеркал и осветительная аппаратура. Для регенерации воздуха в отсеке служили два патрона с гранулами надперекисных соединений калия. Исследования показали, что полёт не вызывает резких расстройств в физиологических функциях животных, заметных изменений в их поведении и в состоянии здоровья, а выбранная конструкция герметичной кабины и её оборудование обеспечивают необходимые условия для жизни животных при полёте до высот 212—450 км. В период действия невесомости на участке падения полезной нагрузки на Землю регистрируемые физиологические параметры удерживались в допустимых пределах и возвращались к исходному уровню на 5—6 минуте. Выбранная система спасения головной части на парашюте обеспечивала сохранение жизни животных при приземлении.
На ракете Р-5А были также предусмотрены эксперименты для обеспечения перспективных разработок ОКБ-1, например:
- В интересах обеспечения работ по запуску первого искусственного спутника Земли в первом полугодии 1957 года на Р-5А и Р-2А предполагалось выполнить экспериментальную проверку уголковых отражателей, предназначенных для обеспечения пеленгации Спутника радиолокационной станцией[1];
- В интересах отработки аппарата для баллистического спуска человека и отработки планирующего спуска человека в суборбитальных космических полётах по проекту ВР-190[2].

## Пуски
- 21 февраля 1958 года в 08:42 во время первого пуска геофизической ракеты Р-5А был установлен мировой рекорд для одноступенчатой ракеты — впервые достигнута высота 473 км с полезным грузом массой 1520 кг и спасён объект весом 1350 кг. Начальная масса ракеты составляла 29314 кг, а максимальная скорость — 2636 м/с. Из-за разгерметизации кабины животные (собаки Пальма и Пушок) погибли.
- 27 августа 1958 года в 08:06 был также поставлен новый мировой рекорд — достигнута высота 453 км и спасён объект весом 1581 кг. Собаки Белянка и Пёстрая спасены. Во время пуска ракеты проводились эксперименты с инфракрасной вертикалью. Данные в литературе о подобных исследованиях отсутствовали, поэтому полученный при экспериментах результат можно было считать уникальным. Обработка данных позволила заключить, что инфракрасная вертикаль пригодна для использования в системе ориентации ИСЗ.
- 19 сентября 1958 года эксперимент с вертикалью был повторён. Он закончился неудачей — головную часть спасти не удалось и аппаратура разрушилась. Один из экспериментов на этой ракете имел прямое отношение к программе запуска космического аппарата к Луне. Нужны были средства, позволяющие зафиксировать местоположение аппарата в момент приближения к Луне. Для этой цели была предложена так называемая «натриевая комета». Идея заключалась в том, чтобы на соответствующей высоте образовать облако плазмы из ионизированных паров натрия и вести наблюдение, используя астрономические средства. Такой эксперимент был проведён 19 сентября 1958 года. Его результаты позволили сделать вывод о целесообразности использования «натриевой кометы» при пуске космического аппарата к Луне. Животных в кабине не было.
- 31 октября 1958 года в 12:54 состоялся очередной пуск. На ракете Р-5А была установлена инфракрасная вертикаль с усовершенствованным болометром. Головную часть ракеты также не удалось спасти, собаки (Жульба и Кнопка2) погибли. Однако, как показал анализ, вертикаль работала нормально и выполнялись все необходимые манипуляции с болометром. К тому же приемные кассеты оказались малоповреждёнными.

Всего с полигона Капустин Яр в период с 21 февраля 1958 г. по 21 октября 1961 г. было выполнено десять пусков ракет Р-5А.

## Технические характеристики
| Стартовая масса                    | 29 314 кг                           |
| Масса незаправленной ракеты        | 5012 кг                             |
| Двигатель                          | ЖРД РД-103М                         |
| Тяга двигателя у Земли / в вакууме | 44 тс / 51 тс                       |
| Удельный импульс у Земли/в вакууме | 220 с / 248 с                       |
| Компоненты топлива                 | 92 % этиловый спирт-жидкий кислород |
| Масса спасаемой головной части     | 1350 кг                             |
| Длина (полная)                     | 23740 мм                            |
| Диаметр корпуса                    | 1652 мм                             |
| Размах стабилизаторов              | 3452 мм                             |
| Высота активного участка           | 95,7 км                             |
| Высота отделения головной части    | 210 км                              |
| Высота подъёма                     | 482 км                              |
| Высота введения парашютной системы | 4-5 км                              |